# لواسور پی‌ال.۷
لواسور پی‌ال. ۷ (به انگلیسی: Levasseur_PL.7) یک هواگرد ملخ‌پیشین تک‌موتوره از نوع اژدرافکن ساخت شرکت Levasseur است. هواگرد لواسور پی‌ال. ۷ نخستین پروازش را در اوت ۱۹۲۸ میلادی انجام داد. این هواگرد در سال ژوئیه ۱۹۳۰ میلادی رسماً معرفی گردید. در مجموع، تعداد ۴۶ فروند از این هواگرد ساخته شده‌است.